# Cowley (Gloucestershire)
Cowley é uma paróquia e aldeia do distrito de Cotswold, no condado de Gloucestershire, na Inglaterra. De acordo com o Censo de 2011, tinha 337 habitantes. Tem uma área de 8,16km².